# Hamlin (hrabstwo Monroe)
Hamlin – jednostka osadnicza w Stanach Zjednoczonych, w stanie Nowy Jork, w hrabstwie Monroe.